# Pryšec mandloňovitý
Pryšec mandloňovitý (Euphorbia amygdaloides) je vytrvalá stálezelená bylina z čeledi pryšcovité.

## Popis
Lodyha uprostřed trsu přímá, na okrajích vystoupavá, červeně naběhlá zvláště v předjaří. Dorůstá do výšky 15–80 cm.  Listy obvejčité z vrchní části tmavě zelené, ze spodní části nafialovělé. Směrem ke květnímu vrcholu se zmenšují a znatelně zužují. Kvete žlutě během dubna až června. Plodem je vejcovitá tečkovaná tobolka.

## Rozšíření
Vyskytuje se především v jižní Evropě. Severní hranice rozšíření protíná Českou republiku a Polsko. Na východě zasahuje po Krymský poloostrov.

## Význam a použití
- Rostlina může být použita k barvení vlny a hedvábí žlutě a černě, v závislosti na mořidlu.

- Jako okrasná rostlina v zahradnictví. Může se množit jak semeny, tak řízky.

## Léčitelství
Pro terapeutické účely se používá nať a čerstvá šťáva.
Rostlina má silný laxativní a emetický účinek. Podle literatury je vodný extrakt z byliny účinný při léčbě sarkomu. V Československu byla rostlina používána jako antikarcinogen. Čerstvá šťáva z rostliny ve Francii se používá k odstranění bradavic a mozolů.